# Bahnhof Mulhouse-Dornach
Der Bahnhof Mulhouse-Dornach (französisch Gare de Mulhouse-Dornach, deutsch Bahnhof Mülhausen-Dornach) ist der Bahnhof des Stadtteils Dornach der oberelsässischen Stadt Mülhausen. Der Bahnhof befindet sich an Streckenkilometer 105,129 der Bahnstrecke Strasbourg–Basel und wird neben den Regionalzügen des TER Grand Est auch vom Tram-Train Mulhouse–Vallée de la Thur und der Linie 3 der Straßenbahn Mülhausen angefahren. Seine Adresse lautet Rue Antoine Herzog.

## Geschichte
Die Station Dornach wurde mit der Inbetriebnahme der Teilstrecke von Colmar nach Mülhausen der von Straßburg nach Basel führenden Bahnstrecke am 15. August 1841 durch die Compagnie du chemin de fer de Strasbourg à Bâle (StB) eröffnet.
Vom 15. August 1841 bis zum 31. Mai 1842 wurden am Bahnhof Dornach bis zu 12.531 Reisende abgewickelt und Fahrkarten für einen Gesamtwert von 14.646,80 Franken verkauft. Darüber hinaus wurden insgesamt 350,80 Franken für Gepäck und Waren bezahlt.
Zum turnusgemäßen Fahrplanwechsel 2010/2011 am 12. Dezember 2010 wurde der Tram-Train Mulhouse–Vallée de la Thur, eine Zweisystem-Regionalstadtbahn nach dem Karlsruher Modell, in Betrieb genommen. Hierzu wurde zwischen dem Bahnhof Lutterbach und dem Dornacher Bahnhof eine vier Kilometer lange, teils eingleisige Straßenbahnstrecke parallel zur Eisenbahnstrecke von Mülhausen nach Colmar gebaut, die beim Kreisverkehr Stricker in die vorhandene Strecke der Straßenbahnlinie 2 und damit auf das Netz der Straßenbahn Mülhausen einmündet. Gleichzeitig mit Eröffnung des Tram-Train zwischen Mülhausen und Thann im Thurtal ging die ebenfalls neue Straßenbahnlinie 3 in Betrieb, welche bis zum Bahnhof Lutterbach die Strecke des Tram-Train mitbenutzt.

## Verkehr
Der Bahnhof Mulhouse-Dornach wird stündlich von Regionalzügen des TER Grand Est auf der Relation Straßburg–Sélestat–Colmar–Mulhouse(–Basel) bedient.
Der Tram-Train Mulhouse–Vallée de la Thur verkehrt an Werktagen und samstags im Halbstundentakt, sonn- und feiertags stündlich. Auf dem Abschnitt Lutterbach–Mulhouse-Ville verdichtet die Straßenbahnlinie 3 den Tram-Train werktags zu einem 15-Minuten-Takt, sonn- und feiertags zu einem 30-Minuten-Takt.
In den werktäglichen Hauptverkehrszeiten verdichten einzelne TERs den Fahrplan des Tram-Train, um Anschlüsse zu anderen TER in Mulhouse-Ville herzustellen. Diese Züge verkehren von Fernbahnteil des Bahnhofs Dornach (Gleise A und B), während der Tram-Train und die Linie 3 am Stadtbahnteil des Bahnhofs halten (Gleise C und D).

## Anbindung
Neben den Regionalzügen des TER Grand Est, dem Tram-Train Mulhouse–Vallée de la Thur und der Straßenbahnlinie 3 halten am Bahnhof Dornach noch die Buslinien 13 (Haltestelle Dornach Gare) sowie C5 und 14 (Haltestelle Dornach Gare DMC, etwas abseits). Das Eisenbahnmuseum Mülhausen ist etwa zwei Kilometer entfernt, von der nächsten Straßenbahnstation Musées ist es mit einem kurzen Fußweg erreichbar.